# Patriciu Achimaș-Cadariu
Patriciu Andrei Achimaș-Cadariu (ur. 14 lutego 1976 w Klużu-Napoce) – rumuński lekarz, ginekolog i onkolog, nauczyciel akademicki oraz polityk, w latach 2015–2016 minister zdrowia.

## Życiorys
Z zawodu lekarz. W 2000 ukończył studia medyczne na Uniwersytecie Medycznym i Farmaceutycznym Iuliu Hațieganu, w 2001 uzyskał na tej uczelni magisterium z informatyki medycznej i biostatystyki. Następnie do 2005 odbywał specjalizację z zakresu ginekologii i położnictwa. Kształcił się na kursach z onkologii i chirurgii ginekologicznej oraz z zarządzania (m.in. na Uniwersytecie w Ulm), a także odbywał praktyki w Niemczech, Francji i Wielkiej Brytanii. W 2006 doktoryzował się na macierzystej uczelni, później objął na niej stanowisko profesorskie. W 2012 objął kierownictwo nad centrum onkologicznym Institutului Oncologic „Prof. Dr. Ion Chiricuta” w Klużu-Napoce. Autor kilku książek naukowych.
17 października 2015 objął stanowisko ministra zdrowia w rządzie Daciana Cioloșa. Został odwołany z funkcji w maju 2016 po kontrowersjach związanych z niewłaściwym stosowaniem środków antybakteryjnych oraz z korupcją w rumuńskich szpitalach. W 2020 z ramienia Partii Socjaldemokratycznej uzyskał mandat posła do Izby Deputowanych.